# Aeropuerto de San Matías
Aeropuerto de San Matías (IATA: MQK, OACI: SLTI) es un aeropuerto que da servicio a la ciudad de San Matías en el Departamento de Santa Cruz de Bolivia.
La pista está a 1,4 kilómetros (0,87 millas) al norte de la ciudad y 3 kilómetros (1,9 millas) al sureste de la frontera de Bolivia con Brasil.